# Ronde van Dubai 2015
De 2e editie van de wielerwedstrijd Ronde van Dubai vond plaats in 2015 van 4 tot en met 7 februari. De start was in de stad Dubai, de finish bij de Burj Khalifa. De ronde maakte deel uit van de UCI Asia Tour 2015, in de wedstrijdcategorie 2.HC. In 2014 won de Amerikaan Taylor Phinney. Deze editie werd gewonnen door de Britse oud-wereldkampioen Mark Cavendish.

## Deelnemende ploegen
| WorldTour        | ProContinentaal       | Continentaal  | Nationaal                    |
| ---------------- | --------------------- | ------------- | ---------------------------- |
| AG2R La Mondiale | Bardiani CSF          | Skydive Dubai | Verenigde Arabische Emiraten |
| Astana           | CCC Sprandi Polkowice |               |                              |
| BMC Racing Team  | Novo Nordisk          |               |                              |
| Etixx-Quick Step | Unitedhealthcare      |               |                              |
| Giant-Alpecin    |                       |               |                              |
| Katjoesja        |                       |               |                              |
| Lampre-Merida    |                       |               |                              |
| Movistar         |                       |               |                              |
| Team Sky         |                       |               |                              |
| Tinkoff-Saxo     |                       |               |                              |

## Etappe-overzicht
| etappe | datum      | start | finish                | type       | afstand | winnaar        | klassementsleider |
| ------ | ---------- | ----- | --------------------- | ---------- | ------- | -------------- | ----------------- |
| 1e     | 4 februari | Dubai | Dubai                 | Vlakke rit | 145 km  | Mark Cavendish | Mark Cavendish    |
| 2e     | 5 februari | Dubai | Dubai (Palm Jumeirah) | Vlakke rit | 185 km  | Elia Viviani   | Mark Cavendish    |
| 3e     | 6 februari | Dubai | Hatta                 | Heuvelrit  | 205 km  | John Degenkolb | John Degenkolb    |
| 4e     | 7 februari | Dubai | Dubai (Burj Khalifa)  | Vlakke rit | 128 km  | Mark Cavendish | Mark Cavendish    |

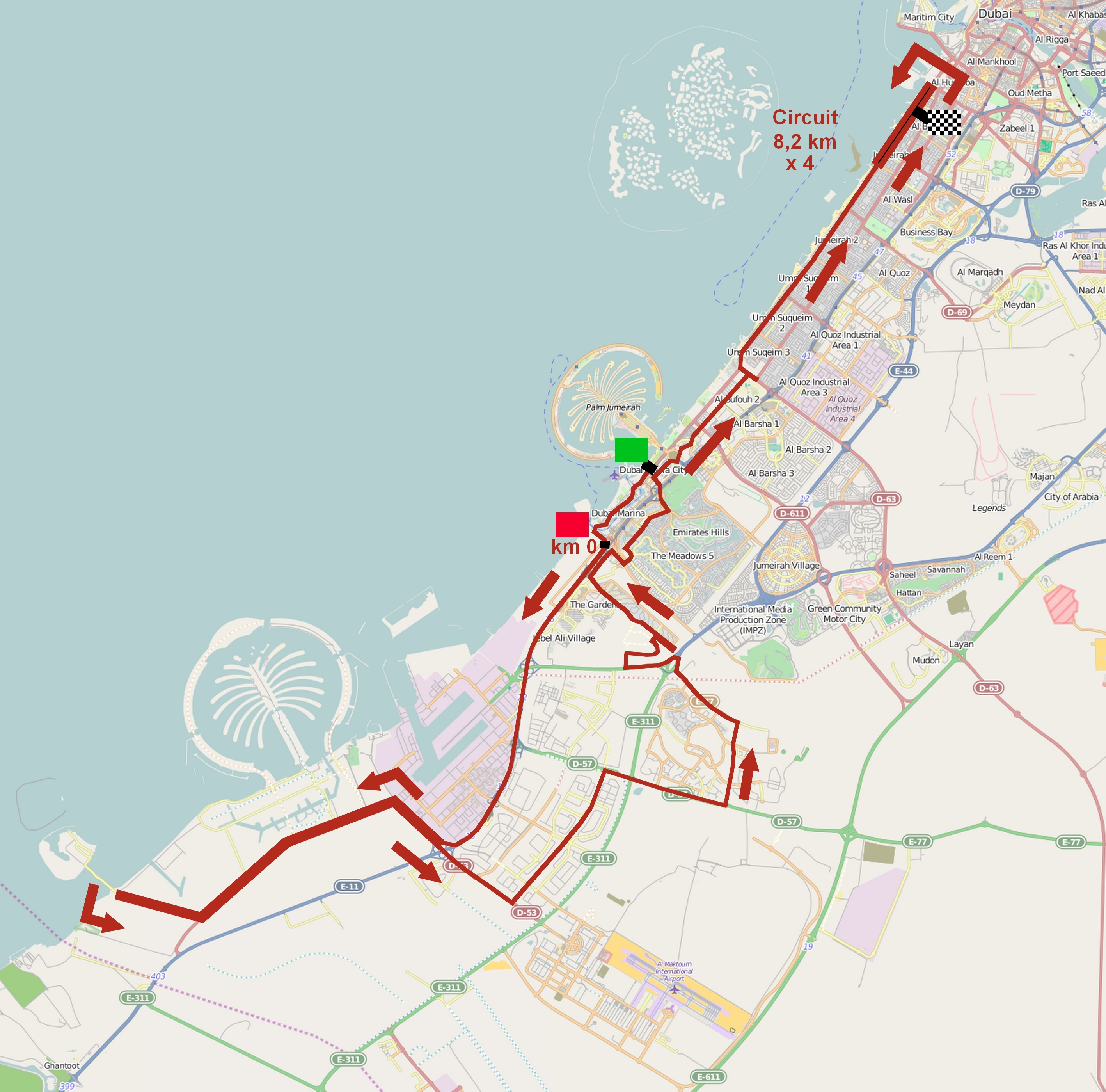
1e etappe.
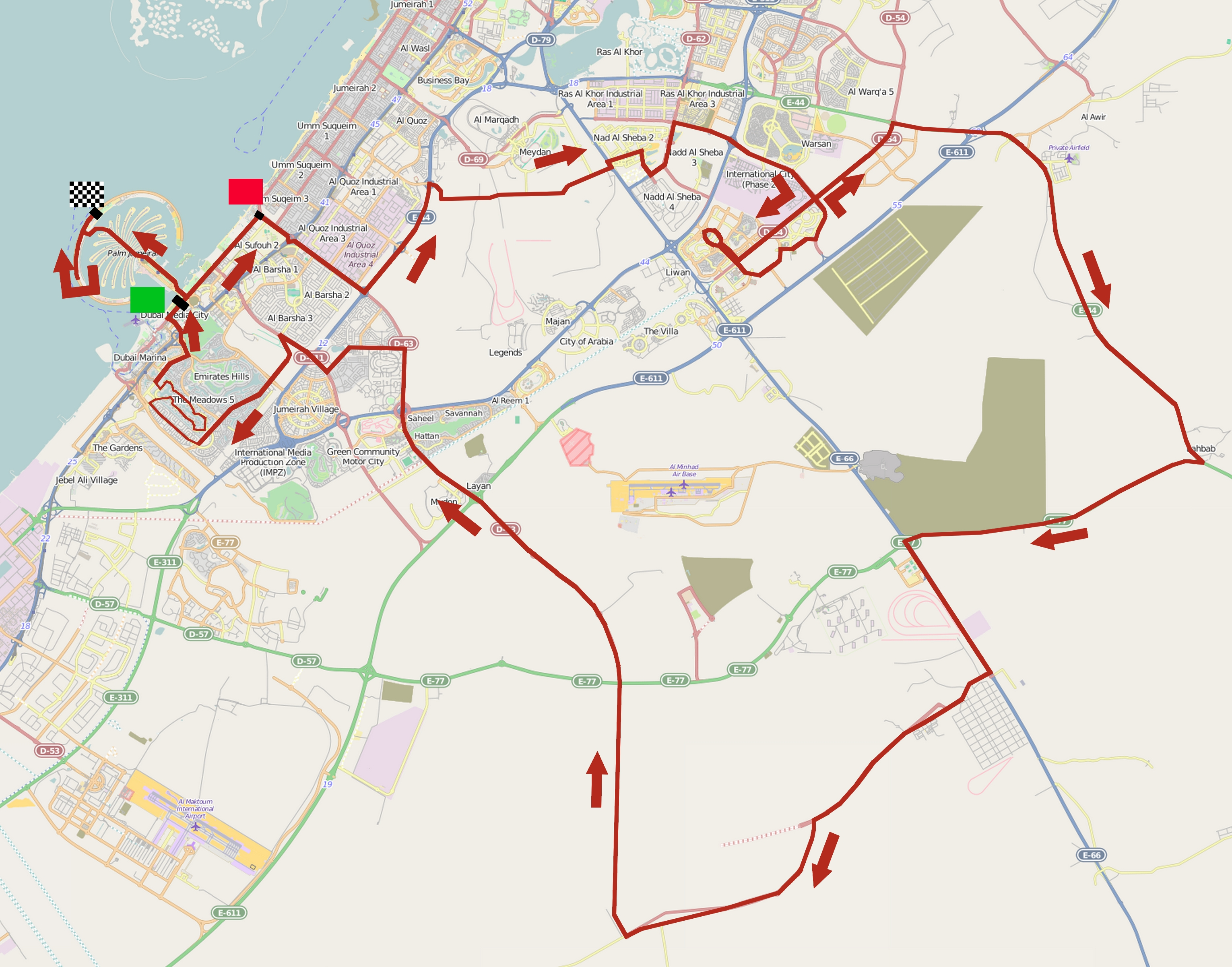
2e etappe.
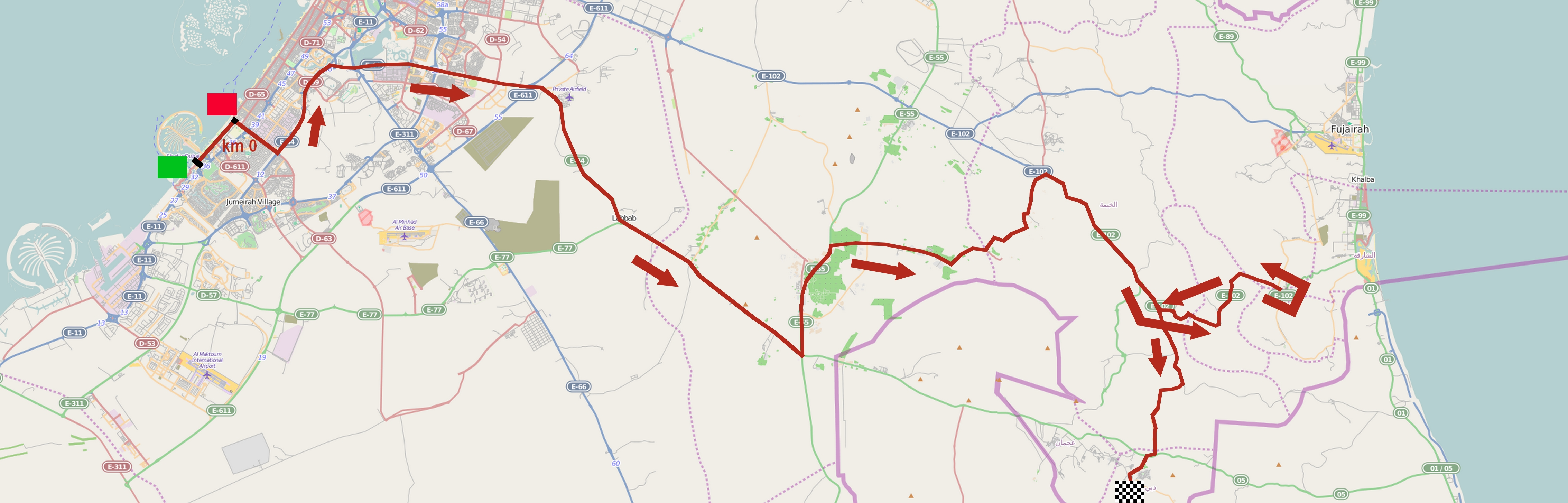
3e etappe.
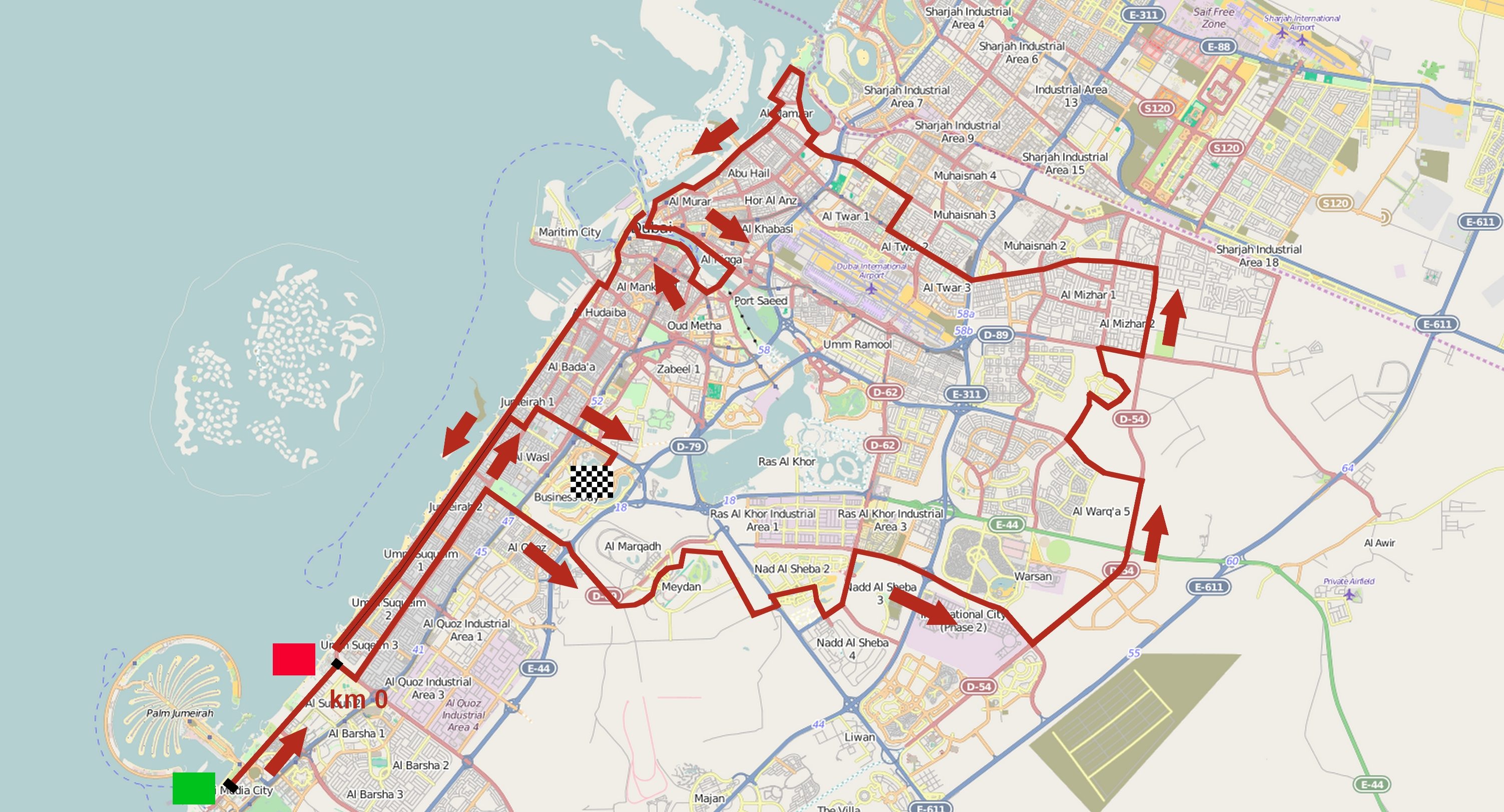
4e etappe.

## Etappe-uitslagen

### 1e etappe
| Dubai - Dubai (145 km) |                   |                  |          |
| Plaats                 | Naam              | Ploeg            | Tijd     |
| Winnaar                | Mark Cavendish    | Etixx-Quick Step | 3u25'00" |
| 2                      | Andrea Guardini   | Astana           | z.t.     |
| 3                      | Elia Viviani      | Team Sky         | z.t.     |
| 4                      | Aleksandr Porsev  | Katjoesja        | z.t.     |
| 5                      | Juan José Lobato  | Movistar         | z.t.     |
| 6                      | Luka Mezgec       | Giant-Alpecin    | z.t.     |
| 7                      | Andrea Palini     | Skydive Dubai    | z.t.     |
| 8                      | Paolo Simion      | Bardiani CSF     | z.t.     |
| 9                      | Daniel Oss        | BMC Racing Team  | z.t.     |
| 10                     | Martijn Verschoor | Novo Nordisk     | z.t.     |
|                        |                   |                  |          |
| 49                     | Philippe Gilbert  | BMC Racing Team  | z.t.     |

| Algemeen klassement |                    |                  |          |
| Plaats              | Naam               | Ploeg            | Tijd     |
| Blauwe trui         | Mark Cavendish     | Etixx-Quick Step | 3u24'50" |
| 2                   | Andrea Guardini    | Astana           | + 4"     |
| 3                   | Elia Viviani       | Team Sky         | + 6"     |
| 4                   | Ben Swift          | Team Sky         | + 7"     |
| 5                   | Alessandro Bazzana | Unitedhealthcare | z.t.     |
| 6                   | Manuele Boaro      | Tinkoff-Saxo     | + 8"     |
| 7                   | Enrico Battaglin   | Bardiani CSF     | z.t.     |
| 8                   | Rafael Valls       | Lampre-Merida    | + 9"     |
| 9                   | Aleksandr Porsev   | Katjoesja        | + 10"    |
| 10                  | Juan José Lobato   | Movistar         | z.t.     |
|                     |                    |                  |          |
| 15                  | Martijn Verschoor  | Novo Nordisk     | z.t.     |
| 52                  | Philippe Gilbert   | BMC Racing Team  | z.t.     |

### 2e etappe
| Dubai - Dubai (Palm Jumeirah) (185 km) |                  |                  |          |
| Plaats                                 | Naam             | Ploeg            | Tijd     |
| Winnaar                                | Elia Viviani     | Team Sky         | 4u28'59" |
| 2                                      | Mark Cavendish   | Etixx-Quick Step | z.t.     |
| 3                                      | Andrea Guardini  | Astana           | z.t.     |
| 4                                      | Aleksandr Porsev | Katjoesja        | z.t.     |
| 5                                      | Andrea Palini    | Skydive Dubai    | z.t.     |
| 6                                      | John Degenkolb   | Giant-Alpecin    | z.t.     |
| 7                                      | Daniele Ratto    | Unitedhealthcare | z.t.     |
| 8                                      | Daniel Oss       | BMC Racing Team  | z.t.     |
| 9                                      | Michael Valgren  | Tinkoff-Saxo     | z.t.     |
| 10                                     | Nicola Ruffoni   | Bardiani CSF     | z.t.     |
|                                        |                  |                  |          |
| 22                                     | Philippe Gilbert | BMC Racing Team  | z.t.     |
| 69                                     | Lars Boom        | Astana           | z.t.     |

| Algemeen klassement |                    |                  |          |
| Plaats              | Naam               | Ploeg            | Tijd     |
| Blauwe trui         | Mark Cavendish     | Etixx-Quick Step | 7u54'43" |
| 2                   | Elia Viviani       | Team Sky         | + 2"     |
| 3                   | Andrea Guardini    | Astana           | + 6"     |
| 4                   | Davide Frattini    | Unitedhealthcare | + 11"    |
| 5                   | Ben Swift          | Team Sky         | + 13"    |
| 6                   | Enrico Battaglin   | Bardiani CSF     | z.t.     |
| 7                   | Alessandro Bazzana | Unitedhealthcare | z.t.     |
| 8                   | Manuele Boaro      | Tinkoff-Saxo     | + 14"    |
| 9                   | Rafael Valls       | Lampre-Merida    | + 15"    |
| 10                  | Aleksandr Porsev   | Katjoesja        | + 16"    |
|                     |                    |                  |          |
| 31                  | Philippe Gilbert   | BMC Racing Team  | z.t.     |
| 47                  | Martijn Verschoor  | Novo Nordisk     | z.t.     |

### 3e etappe
| Dubai - Hatta (205 km) |                    |                       |          |
| Plaats                 | Naam               | Ploeg                 | Tijd     |
| Winnaar                | John Degenkolb     | Giant-Alpecin         | 4u50'40" |
| 2                      | Alejandro Valverde | Movistar              | + 2"     |
| 3                      | Juan José Lobato   | Movistar              | z.t.     |
| 4                      | Filippo Pozzato    | Lampre-Merida         | z.t.     |
| 5                      | Marco Canola       | Unitedhealthcare      | z.t.     |
| 6                      | Philippe Gilbert   | BMC Racing Team       | z.t.     |
| 7                      | Grega Bole         | CCC Sprandi Polkowice | z.t.     |
| 8                      | Brent Bookwalter   | BMC Racing Team       | + 7"     |
| 9                      | Geraint Thomas     | Team Sky              | z.t.     |
| 10                     | Edgar Pinto        | Skydive Dubai         | z.t.     |
|                        |                    |                       |          |
| 31                     | Lars Boom          | Astana                | + 31"    |

| Algemeen klassement |                    |                       |           |
| Plaats              | Naam               | Ploeg                 | Tijd      |
| Blauwe trui         | John Degenkolb     | Giant-Alpecin         | 12u45'29" |
| 2                   | Mark Cavendish     | Etixx-Quick Step      | + 4"      |
| 3                   | Alejandro Valverde | Movistar              | + 6"      |
| 4                   | Juan José Lobato   | Movistar              | + 8"      |
| 5                   | Alessandro Bazzana | Unitedhealthcare      | + 11"     |
| 6                   | Grega Bole         | CCC Sprandi Polkowice | + 12"     |
| 7                   | Marco Canola       | Unitedhealthcare      | z.t.      |
| 8                   | Philippe Gilbert   | BMC Racing Team       | z.t.      |
| 9                   | Filippo Pozzato    | Lampre-Merida         | z.t.      |
| 10                  | Edgar Pinto        | Skydive Dubai         | + 17"     |
|                     |                    |                       |           |
| 30                  | Lars Boom          | Astana                | + 41"     |

### 4e etappe
| Dubai - Dubai (Burj Khalifa) (128 km) |                   |                  |          |
| Plaats                                | Naam              | Ploeg            | Tijd     |
| Winnaar                               | Mark Cavendish    | Etixx-Quick Step | 2u37'15" |
| 2                                     | Elia Viviani      | Team Sky         | z.t.     |
| 3                                     | Juan José Lobato  | Movistar         | z.t.     |
| 4                                     | Ben Swift         | Team Sky         | z.t.     |
| 5                                     | Andrea Guardini   | Astana           | z.t.     |
| 6                                     | Daniele Ratto     | Unitedhealthcare | z.t.     |
| 7                                     | Martijn Verschoor | Novo Nordisk     | z.t.     |
| 8                                     | Davide Cimolai    | Lampre-Merida    | z.t.     |
| 9                                     | John Degenkolb    | Giant-Alpecin    | z.t.     |
| 10                                    | Andrea Palini     | Skydive Dubai    | z.t.     |
|                                       |                   |                  |          |
| 33                                    | Philippe Gilbert  | BMC Racing Team  | z.t.     |

## Eindklassementen
| Plaats      | Naam               | Ploeg                 | Tijd      |
| ----------- | ------------------ | --------------------- | --------- |
| Blauwe trui | Mark Cavendish     | Etixx-Quick Step      | 15u22'38" |
| 2           | John Degenkolb     | Giant-Alpecin         | + 6"      |
| 3           | Juan José Lobato   | Movistar              | + 10"     |
| 4           | Alejandro Valverde | Movistar              | + 12"     |
| 5           | Marco Canola       | Unitedhealthcare      | + 14"     |
| 6           | Alessandro Bazzana | Unitedhealthcare      | + 17"     |
| 7           | Grega Bole         | CCC Sprandi Polkowice | + 18"     |
| 8           | Philippe Gilbert   | BMC Racing Team       | z.t.      |
| 9           | Manuele Boaro      | Tinkoff-Saxo          | z.t.      |
| 10          | Filippo Pozzato    | Lampre-Merida         | z.t.      |
| 11          | Edgar Pinto        | Skydive Dubai         | + 23"     |
| 12          | Brent Bookwalter   | BMC Racing Team       | z.t.      |
| 13          | Enrico Battaglin   | Bardiani CSF          | z.t.      |
| 14          | Marcus Burghardt   | BMC Racing Team       | + 26"     |
| 15          | Michael Valgren    | Tinkoff-Saxo          | z.t.      |
| 16          | Edoeard Vorganov   | Katjoesja             | z.t.      |
| 17          | Mikaël Cherel      | AG2R La Mondiale      | z.t.      |
| 18          | Oliver Zaugg       | Tinkoff-Saxo          | z.t.      |
| 19          | Kiel Reijnen       | Unitedhealthcare      | z.t.      |
| 20          | Robert Kišerlovski | Trek Factory Racing   | z.t.      |
|             |                    |                       |           |
| 36          | Lars Boom          | Astana                | + 1'11"   |

| Plaats    | Naam              | Ploeg            | Punten |
| --------- | ----------------- | ---------------- | ------ |
| Rode trui | Mark Cavendish    | Etixx-Quick Step | 56     |
| 2         | Elia Viviani      | Team Sky         | 48     |
| 3         | Andrea Guardini   | Astana           | 35     |
|           |                   |                  |        |
| 13        | Martijn Verschoor | Novo Nordisk     | 13     |
| 22        | Philippe Gilbert  | BMC Racing Team  | 5      |

| Plaats     | Naam            | Ploeg         | Punten    |
| ---------- | --------------- | ------------- | --------- |
| Witte trui | Michael Valgren | Tinkoff-Saxo  | 15u23'04" |
| 2          | Ilja Kosjevoj   | Lampre-Merida | z.t.      |
| 3          | Ian Boswell     | Team Sky      | z.t.      |
|            |                 |               |           |
| 19         | Zico Waeytens   | Giant-Alpecin | + 10'01"  |
| 27         | Ruud Cremers    | Novo Nordisk  | + 33'29"  |

| Plaats      | Naam               | Ploeg            | Punten |
| ----------- | ------------------ | ---------------- | ------ |
| Zwarte trui | Alessandro Bazzana | Unitedhealthcare | 25     |
| 2           | Manuele Boaro      | Tinkoff-Saxo     | 21     |
| 3           | Davide Frattini    | Unitedhealthcare | 13     |
|             |                    |                  |        |
| 9           | Martijn Verschoor  | Novo Nordisk     | 8      |

## Klassementenverloop
| Etappe       | Winnaar        | Algemeen klassement · | Puntenklassement · | Jongerenklassement · | Sprintklassement · |
| ------------ | -------------- | --------------------- | ------------------ | -------------------- | ------------------ |
| 1            | Mark Cavendish | Mark Cavendish        | Mark Cavendish     | Paolo Simion         | Ben Swift          |
| 2            | Elia Viviani   | Mark Cavendish        | Mark Cavendish     | Paolo Simion         | Davide Frattini    |
| 3            | John Degenkolb | John Degenkolb        | Mark Cavendish     | Michael Valgren      | Alessandro Bazzana |
| 4            | Mark Cavendish | Mark Cavendish        | Mark Cavendish     | Michael Valgren      | Alessandro Bazzana |
| 0Eindstanden | 0Eindstanden   | Mark Cavendish        | Mark Cavendish     | Michael Valgren      | Alessandro Bazzana |

 Ronde van Dubai · 
 Ronde van Qatar · 
 Ronde van Oman · 
 Ronde van Langkawi · 
 Ronde van Taiwan · 
 Ronde van Iran · 
 Ronde van Japan · 
 Ronde van Korea · 
 Ronde van het Qinghaimeer · 
 Ronde van China I · 
 Ronde van Almaty · 
 Ronde van Abu Dhabi · 
 Ronde van China II · 
 Japan Cup · 
 Ronde van Hainan · 
 Ronde van het Taihu-meer